# 1943 au cinéma
| Années du cinéma : 1940 - 1941 - 1942 - 1943 - 1944 - 1945 - 1946    |
| Décennies du cinéma : 1910 - 1920 - 1930 - 1940 - 1950 - 1960 - 1970 |

Cet article présente les faits marquants de l'année 1943 au cinéma.

## Événements
- 7 septembre : mariage d’Orson Welles et de Rita Hayworth.
- octobre : création de l’Institut des hautes études cinématographiques (IDHEC) par Marcel L'Herbier.

## Principaux films de l'année
- Les Anges du péché, film français de Robert Bresson, avec Renée Faure, Jany Holt et Louis Seigner.
- Banana Split (The Gang's all here) film musical américain de Busby Berkeley avec Alice Faye, Carmen Miranda et James Ellison.
- Le Banni (The Outlaw) Western et comédie-dramatique américaine d'Howard Hughes avec Jack Buetel, Jane Russell et Thomas Mitchell.
- Le Chant de Bernadette (The Song of Bernadette), drame américain d'Henry King avec Jennifer Jones, Vincent Price et Gladys Cooper.
- L'Éternel Retour, film français de Jean Delannoy et Jean Cocteau, avec Jean Marais, Madeleine Sologne,  Yvonne de Bray, Jean Murat et Pierre Piéral.
- Lumière d'été, film français de Jean Grémillon avec Madeleine Robinson, Paul Bernard, Madeleine Renaud et Pierre Brasseur.
- Les Mystères de Paris : drame français de Jacques de Baroncelli, avec Marcel Herrand, Alexandre Rignault et Lucien Coëdel.
- L'Ombre d'un doute (Shadow of a Doubt) film policier américain de Alfred Hitchcock avec Teresa Wright, Macdonald Carey et Joseph Cotten.
- Les Roquevillard, film français de Jean Dréville, avec Charles Vanel et Aimé Clariond.
- Tessa, la nymphe au cœur fidèle (The Constant Nymph), film français d'Edmund Goulding avec Charles Boyer et Joan Fontaine.
- Vaudou : fantastique américain de Jacques Tourneur avec Frances Dee, James Ellison, Tom Conway, Edith Barrettet James Bell.
- Jane Eyre (Jane Eyre), de Robert Stevenson avec Joan Fontaine et Orson Welles.

- Goupi Mains Rouges (sortie en avril), drame français de Jacques Becker avec Fernand Ledoux, Robert Le Vigan et Georges Rollin.
- Les Amants diaboliques (Ossessione), (sortie le 16 mai) à Rome, film italien de Luchino Visconti, avec Massimo Girotti et Clara Calamai. Il est considéré comme le premier film néo-réaliste.
- Pour qui sonne le glas, (For Whom the Bell Tolls),  (sortie le 14 juillet à New York), film américain de Sam Wood, d'après Ernest Hemingway avec Gary Cooper et Ingrid Bergman.
- Un espion a disparu (sortie le 5 août) film américain de Richard Thorpe, avec Joan Crawford, Fred MacMurray et Basil Rathbone.
- Le Corbeau (sortie le 28 septembre), film français de Henri-Georges Clouzot avec Pierre Fresnay, Ginette Leclerc et Héléna Manson.
- Douce (sortie le 10 novembre) drame français de Claude Autant-Lara avec Odette Joyeux,  Roger Pigaut et Madeleine Robinson.
- Le Ciel est à vous (sortie le 2 février 1944), drame français de Jean Grémillon avec Madeleine Renaud, Charles Vanel et Anne Vandène.
- Le Ciel peut attendre (Heaven Can Wait) (sortie le 26 août 1946)  film américain d'Ernst Lubitsch avec Don Ameche, Gene Tierney et Charles Coburn

## Récompenses

### Oscars

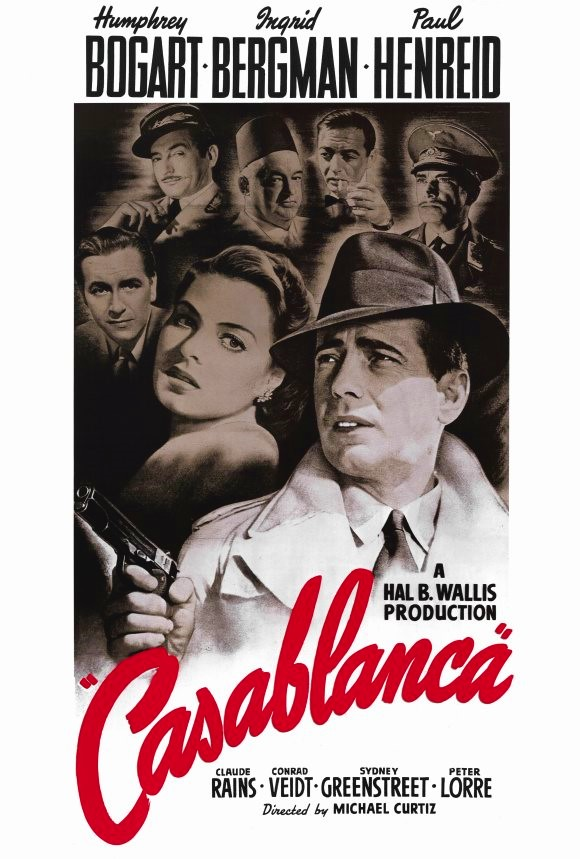

- Meilleur film : Casablanca de Michael Curtiz
- Meilleure actrice : Jennifer Jones dans Le Chant de Bernadette (The Song of Bernadette)
- Meilleur acteur : Paul Lukas dans Watch on the Rhine
- Meilleur second rôle féminin : Katína Paxinoú dans Pour qui sonne le glas (For Whom the Bell Tolls)
- Meilleur second rôle masculin : Charles Coburn dans Plus on est de fous (The More the Merrier)
- Meilleur réalisateur : Michael Curtiz dans Casablanca

### Autres récompenses
- Prix Louis-Delluc : Espoir, sierra de Teruel, film de Boris Peskine et d'André Malraux, adaptant son roman L'Espoir, réalisé en 1938-1939 et sorti en juin 1945, avec José Sempere, Andrés Mejuto et Nicolás Rodríguez.

## Principales naissances
- 24 janvier : Sharon Tate († (9 août 1969)
- 5 février : Michael Mann
- 9 février : Joe Pesci
- 17 février : Gérard Rinaldi († 2 mars 2012).
- 26 février : Bill Duke
- 8 mars : Lynn Redgrave († 2 mai 2010)
- 31 mars : Christopher Walken
- 28 avril : Jacques Dutronc
- 25 mai : Jean-Claude Sachot († 12 mars 2017).
- 30 mai : Luis Rego
- 15 juin : Johnny Hallyday († 5 décembre 2017).
- 22 juin : Klaus Maria Brandauer
- 29 juin : Fred Robsahm († (26 mars 2015).
- 21 juillet : David Downing
- 26 juillet : Mick Jagger
- 28 juillet : Marianna Vertinskaïa
- 17 août : Robert De Niro
- 18 août : Martin Mull († (27 juin 2024).
- 20 août : 
  - Morrie Ruvinsky
  - Sylvester McCoy
- 27 août : Tuesday Weld
- 3 octobre : Uldis Dumpis
- 22 octobre : 
  - Catherine Deneuve
  - Jan De Bont
- 27 octobre : Michel Ocelot
- 6 décembre : Anne Kerylen († 23 mars 2021).
- 23 décembre : Harry Shearer
- 24 décembre : Claude Brosset († 25 juin 2007).
- 26 décembre : Valery Priomykhov († 25 août 2000).
- 31 décembre : 
  - Roland Blanche († 13 septembre 1999).
  - Ben Kingsley

## Principaux décès
- 8 avril : Harry Baur, acteur français.
- 15 octobre : J. Charles Haydon, réalisateur américain.
- 20 octobre : André Antoine, metteur en scène français.
- 31 octobre à New York : Max Reinhardt metteur en scène autrichien.